# Beverly Glenn-Copeland
Beverly Glenn-Copeland est un chanteur et auteur né en 1944 à Philadelphie, en Pennsylvanie, dans une famille de musiciens. Il a passé la majeure partie de sa vie et de sa carrière au Canada. Glenn-Copeland a commencé à s'identifier publiquement comme un homme trans en 2002,,

## Biographie
En 1961, il est l'un des premiers étudiants noirs à l'Université McGill de Montréal.

## Discographie
- 1970 : Beverly Glenn-Copeland, Transgressive Records Ltd.
- 1980 : At last!, EP, Transgressive Records Ltd.
- 1986 : Keyboard Fantasies, Transgressive Records Ltd.
- 2020 : Transmissions : The Music of Beverly Glenn-Copeland, Transgressive Records Ltd.
- 2023 : The Ones Ahead, Transgressive Records Ltd.